# Aljutoren
Die Aljutoren (russisch Алюторцы / Aljutorzy, wiss. Transliteration Aljutorcy), auch Nymylanen bzw. Küstenkorjaken, sind ein kleines indigenes Volk des russischen Nordens auf der Halbinsel Kamtschatka. Von den einen Forschern werden sie als ethnographische Gruppe der Korjaken eingestuft, von einigen als eigenes Volk. Das Volk gilt ebenso wie seine Sprache, das Aljutorische, als vom Aussterben bedroht. Laut der Volkszählung der Russischen Föderation von 2010 gibt es in Russland nur noch 25 Aljutorisch-Sprecher.

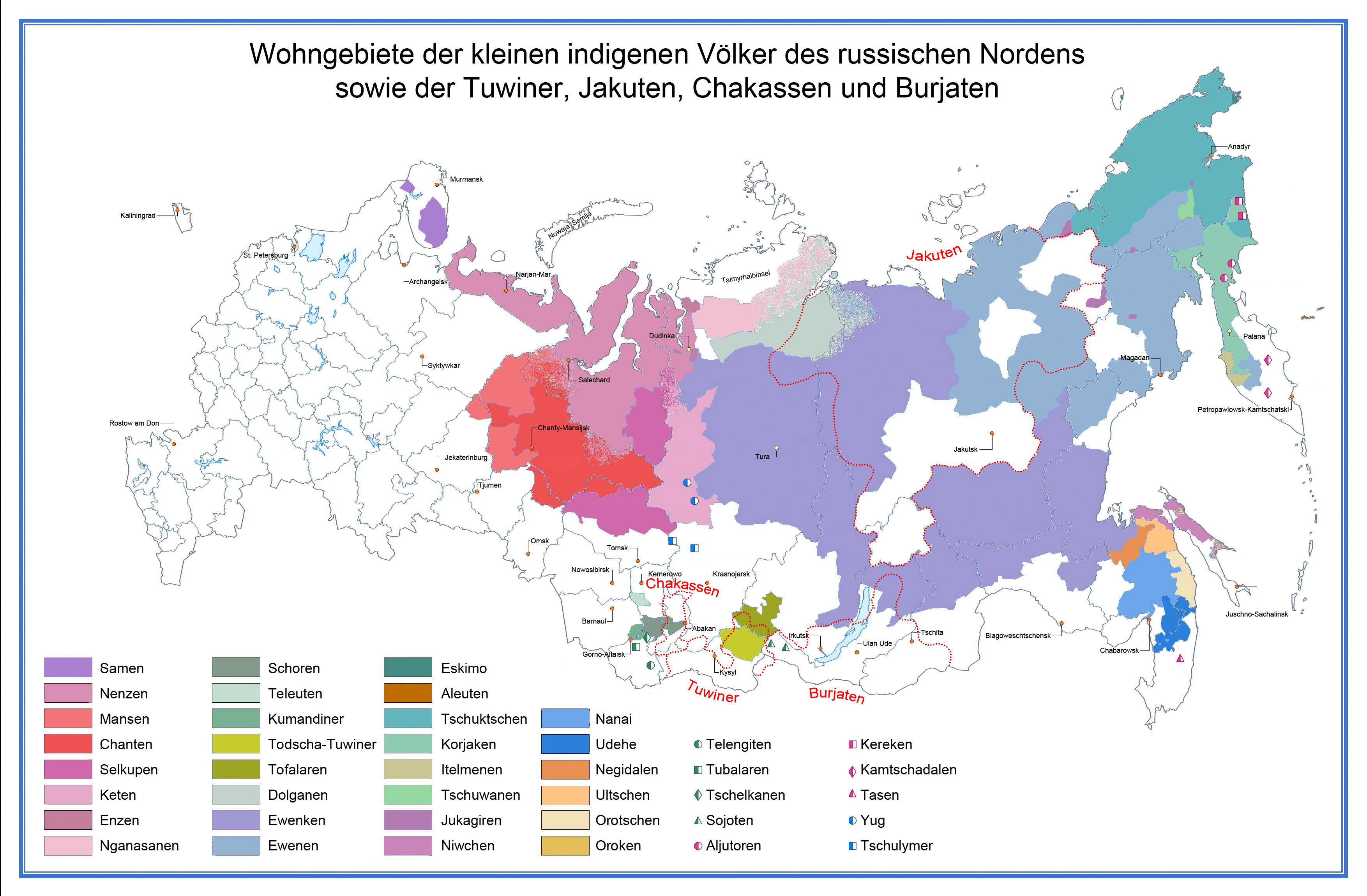
Indigene Völker des Nordens, Sibiriens und des Fernen Ostens

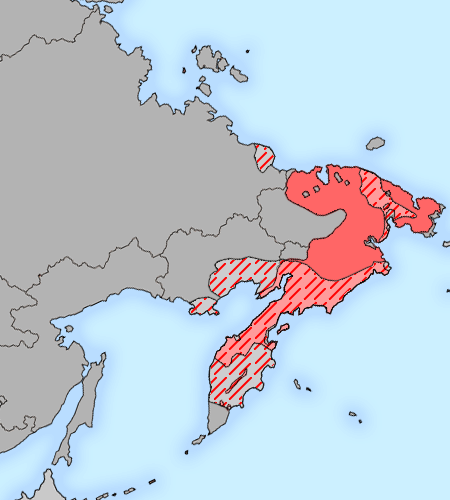
Verbreitung der tschuktscho-kamtschadalischen Sprachen im 17. Jahrhundert (rot schraffiert) und im 20. Jahrhundert (rot)

Dem russischen Forscher N. W. Kotscheschkow zufolge entstand die ethnische Einzigartigkeit der Aljutorianer unter erheblichem sprachlichen und kulturellen Einfluss der Eskimos. Die traditionelle Wirtschaft bestehe aus einer Kombination von Rentierzucht, Fischfang und Meeresfischerei.
Einem Artikel der Großen Russischen Enzyklopädie aus dem Jahr 2016 zufolge beträgt ihre Zahl etwa 1.000 Personen (2010, Schätzung) und sie leben hauptsächlich im Nordosten von Kamtschatka, entlang der Küste zwischen der Korfa-Bucht und dem Dorf Tymlat; bis in die 1980er Jahre lebten sie auch im Dorf Rekinniki im Nordwesten Kamtschatkas. Den russischen Quellen zufolge seien sie seit Anfang des 18. Jahrhunderts bekannt. Ein Teil von ihnen spräche die Aljutorische Sprache, der Rest hauptsächlich Korjakisch und Russisch. Die traditionellen Kulte würden bewahrt, es gäbe Orthodoxe.
Russia Beyond zufolge veröffentlicht die lokale Zeitung Aborigeny Kamtschatki (Ureinwohner Kamtschatkas) bisweilen Artikel in Aljutorisch und der ihm verwandten Sprache Korjakisch.
Die Aljutoren sind in den Volkszählungsergebnissen von 2010 nicht aufgeführt, nur die Zahl der Sprecher ihrer aljutorischen Sprache: 25.
Russische Forscher wie z. B. Stepan Petrowitsch Krascheninnikow (1711–1755) und in neuerer Zeit Sergei Nikolajewitsch Stebnizki (1906–1941) haben sich mit ihnen beschäftigt.
Der Ethnologe Erich Kasten  ist Herausgeber eines Bandes über Weltanschauung und rituelle Praktiken der Küstenkorjaken (Nymylanen) in Lesnaja, Kamtschatka.